# Fédération culturelle acadienne de la Nouvelle-Écosse
La Fédération culturelle acadienne de la Nouvelle-Écosse (FéCANE) est un organisme à but non lucratif basé à Darmouth en Nouvelle-Écosse. Fondé en 2004, l’organisme a pour but de soutenir et de promouvoir le développement des arts et de la culture acadienne et francophone en Nouvelle-Écosse. 

## Historique
Fondée en 2004 pour succéder au Conseil culturel acadien de la Nouvelle-Écosse et à la Fédération des festivals acadiens de la Nouvelle-Écosse, la Fédération culturelle acadienne de la Nouvelle-Écosse (FéCANE) a pour objectif la promotion et le développement de la culture acadienne et francophone en Nouvelle-Écosse. La FéCANE consolide les relations et les échanges dans le secteur des arts en réunissant des représentants d'organismes engagés dans le développement des arts et de la culture, ainsi que des organisations axées sur la promotion de la communauté acadienne et francophone, qui utilisent les arts et la culture comme moteurs de développement. Elle intègre aussi des artistes professionnels et émergents via des programmes personnalisés et des événements multidisciplinaires.
Au cours de son existence, la fédération a initié et géré plusieurs programmes structurants, tels GénieArts Nouvelle-Écosse et STELLA, ainsi que des événements et festivals à travers la province. La FéCANE a également contribué à des projets artistiques dans le cadre des Jeux du Canada et la East Coast Music Association. La FéCANE est membre de divers organismes provinciaux, régionaux et nationaux, tels que la Fédération acadienne de la Nouvelle-Écosse, RADARTS, et la Fédération culturelle canadienne-française.
En avril 2015, la FéCANE a produit un album intitulé « Régénération musicale 2015 ». Enregistré à Dartmouth au FMP Studio, l’album met en vedette des réinterprétations de chansons traditionnelles françaises et acadiennes par un assortiment de musiciens acadiens et francophones émergents de la Nouvelle-Écosse, dont les musiciens de Clare Sylvie Boulianne, Mikael Viktor, Jonah MeltWave, Juste Love Peace et Cy.
En 2019, l’enseignant de musique et auteur-compositeur-interprète Luc d'Eon est nommé directeur général de la FéCANE. Il a repris le poste de Daniel Thériault qui était à la direction de la fédération depuis 2016.
En 2022, la FéCANE a présenté et produit « La fête en Acadie : Havre au tchai », un concert télévisé en direct à l’échelle nationale en partenariat avec le Congrès mondial acadien 2024. Le concert a mis en vedette les artistes P’tit Belliveau, Les Hay Babies, Édith Butler, Radio Radio, Caroline Savoie, Laurie LeBlanc, Arthur Comeau, Sluice, Daniel Léger et un ensemble composé d’Emmanuelle LeBlanc, Pascal Miousse, Tim Chaisson et Jake Charron.
La FéCANE a contribué à l’organisation du Congrès mondial acadien 2024, dont les festivités ont eu lieu dans la région d’Argyle et de Clare en août 2024. La FéCANE s’est concentrée sur la mobilisation et le soutien des artistes et des membres du secteur culturel de la région. Sous la direction de son président, Trevor Murphy, l'organisation joue un rôle clé en s'assurant que la communauté acadienne du sud-ouest de la province était prête pour cet événement d'envergure. La FéCANE a travaillé activement avec les artistes, musiciens, écrivains et autres acteurs culturels pour créer des partenariats et stimuler les collaborations aux festivités de la région.

## Projets

### STELLA
Le programme STELLA est un événement bisannuel multidisciplinaire organisé par la FéCANE depuis 2015. Le projet vise à soutenir le développement artistique et professionnel des artistes résidents de la Nouvelle-Écosse qui réalisent des projets en langue française. Des programmes personnalisés ainsi que des activités liées au perfectionnement, à la formation, à la production et à la diffusion de leurs œuvres sont offerts aux participants. Depuis 2020, le projet STELLA a délaissé l’aspect compétitif de l’évènement pour mettre l’emphase sur la formation et le perfectionnement artistiques de ses participants.

### GénieArts Nouvelle-Écosse
GénieArts est un programme provincial soutenu par le ministère de l'Éducation et du Développement de la petite enfance, offrant aux écoles et aux communautés la possibilité d'incorporer des activités artistiques dans les programmes scolaires des classes acadiennes, francophones, ou d'immersion française. Encadré par la FéCANE, ce projet permet aux élèves d'acquérir des expériences artistiques et culturelles à travers des ateliers et activités directement intégrés dans les classes. Ce programme encourage la collaboration entre le personnel enseignant et les artistes de diverses disciplines pour créer des projets originaux alignés avec les objectifs d'apprentissage du programme scolaire. Il favorise l'engagement et la motivation des élèves, tout en leur offrant des outils créatifs pour l'expression de soi et la découverte de différentes cultures.

### La Relève
Le projet La Relève est une initiative menée par la FéCANE visant à encourager les jeunes artistes acadiens et francophones de la Nouvelle-Écosse à composer et interpréter des chansons en français. Le projet rassemble des musiciens âgés de 10 à 18 ans issus de diverses communautés de la province pour contribuer à la réalisation d’un album musical. Encadrés par des formateurs et des musiciens professionnels, les participants ont l’opportunité de développer leurs compétences artistiques. Les albums mettent en lumière des compositions originales et ont pour objectif d'inspirer ces jeunes à poursuivre des projets musicaux en français. 
Le projet a débuté en 2018 avec la sortie du premier album sous l’initiative de Luc d’Eon, enseignant de musique à Dartmouth. Le premier volume a été réalisé en collaboration avec le Conseil communautaire du Grand-Havre et se concentrait principalement sur des élèves de la région de Halifax. Le deuxième volume, sorti en 2020, a été réalisé en mode virtuel dû aux restrictions liées à la pandémie. Mettant en avant des reprises de chansons plutôt que des compositions originales, l’album a servi à maintenir l’engagement des jeunes musiciens malgré les défis posés par la situation sanitaire, tout en poursuivant la mission de faire rayonner la musique en français dans les écoles acadiennes. Le troisième album, lancé en 2023, rassemble plus de 35 musiciens issus des communautés de Dartmouth, Bedford, Halifax, Bridgewater, Par-en-Bas, Clare, Chéticamp et l’Isle Madame. Avec l’initiative d’encourager les artistes à se découvrir musicalement et à prendre des risques, le projet a permis aux participants de travailler avec des musiciens professionnels sur une période de presque deux ans. 

### TÉLÉNÉ
TÉLÉNÉ est une chaîne de contenus vidéos communautaires lancée par la FéCANE en mai 2021. Développée en collaboration avec dix organismes culturels membres, la plateforme vise à promouvoir des vidéos culturelles en créant un répertoire d'archives numériques accessibles et en offrant une image de marque commune pour le contenu diffusé. Né de la nécessité de s'adapter au numérique durant la pandémie grâce à des fonds d’urgence de Patrimoine canadien, TÉLÉNÉ a pour but de centraliser les productions audiovisuelles réalisées dans les différentes communautés acadiennes de la Nouvelle-Écosse, incluant du matériel réalisé par la Société acadienne de Clare, le Conseil acadien de Par-en-Bas et le Festival acadien de Clare.

## Prix offerts

### Prix Gerry Boudreau
La FéCANE offre le Prix Gerry Boudreau à la fin de chaque l'année scolaire à un élève finissant ses études secondaires en Nouvelle-Écosse qui s'est distingué par sa contribution aux arts et à la culture acadienne et francophone. 

### Prix Hommage en développement culturel
La FéCANE offre le Prix Hommage en développement culture à une personne qui a fait une contribution importante au développement culturel de la Nouvelle-Écosse.
Le prix de 2021 est décerné à l'artiste Jocelyne Comeau.
Le prix de 2022-2023 est décerné à Yvette d'Entremont, auteure-compositrice-interpète et dramaturge de Pubnico-Ouest,.